# فرنسيسكو ميلينديز
فرنسيسكو ميلينديز (بالإسبانية: Francisco Meléndez)‏ هو لاعب كرة قاعدة إسباني، ولد في 25 يناير 1964 في ريو بيدراس ‏ في بورتوريكو.

## وصلات خارجية
- فرنسيسكو ميلينديز على موقعبيزبول رفرنس.كوم (الدوري الرئيسي) (الإنجليزية)
- فرنسيسكو ميلينديز على موقعبيزبول رفرنس.كوم (الدوري الثانوي) (الإنجليزية)